# 宮崎祥司
宮崎 祥司（みやざき しょうじ、1963年12月16日 - ）は、三重県津市出身の元オートバイ・ロードレース選手。1988年・1991年の全日本ロードレース選手権TT F1クラスチャンピオン。国際A級通算9勝。

## 経歴

### キャリア初期
鈴鹿サーキットから近い津市出身。少年時代から自転車でサーキットへ観戦に行っており、中学時代は自分が免許をとれるまでにレースを研究できる分野としてラジコンカーに熱中。津市内で開催された120人ほど参加者がいるラジコン大会で優勝歴がある。中学1年の時に鈴鹿BIG2&4レースで四輪のフォーミュラ2を観戦、高橋国光や星野一義のファンだった。高校に進学後はレーシングカートに1年ほど打ち込む。オートバイ免許を取る前にスズキのモトクロス車両・RM80を中古で見つけ練習に励み、高校3年で初めてモトクロスレースに出場した。
1982年、高校を卒業しスズキに入社すると、テスト課に配属された。「モトクロスをやりたかった」のがスズキを選んだ主な理由であり、もしも先にロードレースをやり始めていたらヤマハに入りたいと思ったかもしれないと当時を述べている。社内でできた友人と話しているうちにロードレースも格好いいよねという話になり、同年9月に鈴鹿でロードレースライセンス取得講習会を受講、市販レーサーRS125Rの購入準備を始めた。
1983年、マシンが届くとプライベーターとして全日本ロードレース選手権の第3戦・ノービス125ccクラスにデビュー。きっと予選落ちするんだろうと挑んだこの1戦で予選6位、ノーマルのままの車両で出た決勝レースで優勝してしまったことで「これはやめられない！」とシリーズを転戦するようになる。筑波、SUGOと遠征し、チャンピオンとなった鈴鹿レーシングの吉田健一に2ポイント及ばずランキング2位となるが、同クラスシーズン最多勝となる3度の優勝を挙げる。同クラスには清水雅広（ランキング4位）も参戦しており、ノービスデビュー同期である。

### スズキ
1985年、スズキの社内チーム「浜松チーム・タイタン」よりA/B級混走のTT F3クラスを走り、B級ランキング7位となる。

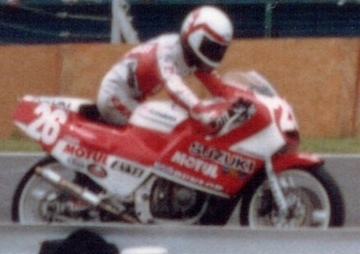
1986年 ヨシムラスズキ・GSX-R400

1986年、国際A級昇格と同時にヨシムラ入りし、スズキのレーサーグループに籍を置く。TT F3クラスをメインに、シーズン前半はTT F1クラスにも参戦。TT F1開幕戦で3位表彰台に立ち、F3第6戦筑波でポールポジション獲得など早々にトップ集団の一員となり、TT F3クラスランキング5位となった。シーズン終了後の10月5日にスポーツランドSUGOで開催された「TBCビッグロードレース」のTT F1クラスでは、WGP500参戦中の元250cc世界王者クリスチャン・サロン（ヤマハ）を抑えてポールポジションを獲得。決勝レースではサロン、ケビン・マギーに続く3位に入り、日本人トップの成績でシーズンを締めた。

### ブルーフォックス
1987年、チーム・タイタンの先輩・岩崎勝が監督するチーム・ブルーフォックスに移籍、マシンをこれまでのスズキ・GSXからホンダ・RVFにスイッチしTT F1クラスに参戦。移籍初年度からホンダ・RVFにフィットすると、コンスタントに表彰台フィニッシュを続けランキング2位を獲得。8月30日にSUGOで日本ラウンドが開催された「ポカリスエット'87TTフォーミュラ世界選手権第6戦」では、ケビン・マギー（ヤマハ・YZF）、マイケル・ドゥーハン（ヤマハ・FZR）といった強豪を抑えポールポジションを獲得した。
翌1988年には7月17日全日本第10戦SUGO大会で待望のA級昇格後初優勝を挙げ、シーズンを通して常にトップ争いに加わる。同年の全日本TT F1クラスのシリーズチャンピオンを獲得し、創設3年目のブルーフォックスに初の全日本タイトルをもたらした。鈴鹿8時間耐久ロードレースでは、1989年・1990年大会と2年連続で大島正とのコンビで2位表彰台を獲得。1991年にはTT F1クラス2度目のシリーズチャンピオンを獲得と好成績を維持し続け、日本のトップライダーとして輝かしいキャリアを築いた。

### カワサキ
1992年よりカワサキ・Team Greenに移籍、カワサキ・ZXR750 (ZXR-7)の開発陣に加わる。1994年まで全日本スーパーバイククラスに参戦した。

### 引退後
ホンダレーシングスクール鈴鹿 (SRS)の2輪部門講師を務める。
ロードレース現役時代からラジコンカー熱が高いことで知られていたが、ワークスレーサー引退後は本格的にラジコンレースに参戦し好成績を挙げている。2014年までは鈴鹿市内で本格的なレース用設備も準備された自らのショップ「ラジコンカーの店ミヤザキ」を経営。定期的に開催されるレースイベント運営もしていた。

## レース戦歴

### 全日本ロードレース選手権
| 年     | チーム                             | マシン            | 区分     | クラス | 1     | 2       | 3     | 4       | 5       | 6       | 7     | 8       | 9       | 10     | 11      | 12      | 13  | 順位 | ポイント |
| ------ | ---------------------------------- | ----------------- | -------- | ------ | ----- | ------- | ----- | ------- | ------- | ------- | ----- | ------- | ------- | ------ | ------- | ------- | --- | ---- | -------- |
| 1983年 | ワンダーラビット・レーシングチーム | ホンダ・RS125R    | ノービス | 125cc  | TSU - | SUZ 1   | TSU   | SUG     | SUZ     | TSU 1   | SUG 1 | SUZ 2   |         |        |         |         |     | 2位  | 60       |
| 1985年 | 浜松チームタイタン                 | スズキ・GSX-R400  | 国際B級  | TT F3  | TSU   | SUZ     | TSU   | SUG     | SUZ     | TSU 9   | SUG 5 | TSU C   | SUG 2   | SUZ 2  |         |         |     | 7位  | 55       |
| 1986年 | ヨシムラMOTUL                      | スズキ・GSX-R400  | 国際A級  | TT F3  | -     | SUG Ret | SUZ 2 | TSU 6   | SUG 4   | -       | TSU 3 | TSU Ret | SUG Ret | SUZ 3  |         |         |     | 5位  | 73       |
| 1986年 | ヨシムラMOTUL                      | スズキ・GSX-R750  | 国際A級  | TT F1  | SUZ 3 | SUG -   | SUZ - | -       | SUG 2   | SUZ Ret | TSU - | TSU -   | SUG -   | SUZ -  |         |         |     | 11位 | 32       |
| 1987年 | KENWOODブルーフォックス            | ホンダ・RVF750    | 国際A級  | TT F1  | SUZ 6 | SUZ 2   | SUG 2 | SUZ 3   | TSU Ret | SUG 4   | SUG 2 | SUZ 7   | TSU 2   |        |         |         |     | 2位  | 118      |
| 1988年 | an teamブルーフォックス            | ホンダ・RVF750    | 国際A級  | TT F1  | SUZ 2 | SUZ 2   | SUG 1 | SUZ 3   | SUG 3   | TSU 6   |       |         |         |        |         |         |     | 1位  | 97       |
| 1989年 | an teamブルーフォックス            | ホンダ・RVF750    | 国際A級  | TT F1  | SUZ 1 | SUZ 4   | TSU 4 | SUZ 5   | SUG 1   | SUZ 1   | SUG 7 | TSU 3   |         |        |         |         |     | 2位  | 124      |
| 1990年 | an teamブルーフォックス            | ホンダ・RVF750    | 国際A級  | TT F1  | SUZ 3 | SUZ 1   | SUZ 3 | TSU Ret | SUG 1   | SUZ 1   | SUG 1 | TSU DNS |         |        |         |         |     | 2位  | 110      |
| 1991年 | an teamブルーフォックス            | ホンダ・RVF750    | 国際A級  | TT F1  | SUZ 2 | SUZ 2   | SUG 1 | SUZ 4   | TSU 4   | SUG 3   | MIN 5 | SUZ 3   | SUG 2   | TSU 11 |         |         |     | 1位  | 146      |
| 1992年 | Team K.R.T (Team Green)            | カワサキ・ZXR750R | 国際A級  | TT F1  | MIN C | TSU     | SUG   | SUZ     | TSU     | SUZ     | SUG   | FSW     | SUZ     | SEN    | SUG 9   | TSU Ret |     | 22位 | 7        |
| 1993年 | T.K.R.D                            | カワサキ・ZXR750R | 国際A級  | TT F1  | SUZ   | MIN     | SUG   | TSU     | SEN C   | SUZ     | SUG   | FSW     | SUZ 12  | TSU    | SUG     | TSU     |     | 30位 | 4        |
| 1994年 | T.K.R.D                            | カワサキ・ZXR750R | 国際A級  | SB     | SUZ 5 | MIN     | SUG   | TSU     | FSW     | SUZ     | SUG   | SUZ1    | SUZ2 13 | TIA    | SUG1 12 | SUG2 15 | TSU | 21位 | 15       |

- 太字はポールポジション、斜字はファステストラップ

### 鈴鹿8時間耐久ロードレース
| 年   | チーム                                          | ペアライダー      | 車番 | マシン            | 予選順位 | 決勝順位 | 周回数 |
| ---- | ----------------------------------------------- | ----------------- | ---- | ----------------- | -------- | -------- | ------ |
| 1986 | ヨシムラMOTUL                                   | 大島行弥          | 30   | スズキ・GSX-R750  | 8位      | 10位     | 186    |
| 1987 | KENWOOD ブルーフォックス                        | 阿部直人          | 46   | ホンダ・CBR750    | 23位     | 36位     | 115    |
| 1988 | ファミリーマートホンダ with an ブルーフォックス | 黒川武彦          | 39   | ホンダ・RVF750    | 4位      | Ret      | 51     |
| 1989 | an teamブルーフォックス                         | 大島正            | 46   | ホンダ・RVF750    | 8位      | 2位      | 201    |
| 1990 | an teamブルーフォックス                         | 大島正            | 16   | ホンダ・RVF750    | 7位      | 2位      | 203    |
| 1991 | an teamブルーフォックス                         | 岩橋健一郎        | 16   | ホンダ・RVF750    | 3位      | 10位     | 183    |
| 1996 | Team IWAKI K's Garage                           | 鶴田竜二          | 106  | カワサキ・ZX-7RR  | 18位     | Ret      | 112    |
| 2014 | Winner Z-TECH & NCXXグループ                    | 國松俊樹 吉田忠幸 | 20   | スズキ・GSX-R1000 | 55位     | 21位     | 162    |